# میلاواتس
میلاواتس (به صربی: Milavac) یک روستا در صربستان است که در Ljig واقع شده‌است.